# Clevin Hannah
Clevin Finley Hannah (Rochester, 15 novembre 1987) è un cestista statunitense naturalizzato senegalese.

## Carriera
Con il Senegal ha disputato i Campionati africani del 2017.

## Statistiche

### College
| Anno      | Squadra      | PG | PT | MP   | TC%  | 3P%  | TL%  | RP  | AP  | PRP | SP  | PP   |
| --------- | ------------ | -- | -- | ---- | ---- | ---- | ---- | --- | --- | --- | --- | ---- |
| 2008-2009 | WSU Shockers | 34 | 33 | 28,5 | 45,8 | 40,5 | 73,6 | 2,1 | 4,3 | 1,3 | 0,0 | 11,2 |
| 2009-2010 | WSU Shockers | 32 | 32 | 30,0 | 45,1 | 42,5 | 90,4 | 2,8 | 4,7 | 1,3 | 0,1 | 12,0 |
| Carriera  | Carriera     | 66 | 65 | 29,2 | 45,4 | 41,4 | 82,2 | 2,5 | 4,5 | 1,3 | 0,0 | 11,6 |

### Eurolega
| Anno      | Squadra      | PG | PT | MP   | TC%  | 3P%  | TL%  | RP  | AP  | PRP | SP  | PP  |
| --------- | ------------ | -- | -- | ---- | ---- | ---- | ---- | --- | --- | --- | --- | --- |
| 2018-2019 | Gran Canaria | 18 | 13 | 20,4 | 42,1 | 30,4 | 91,7 | 1,6 | 3,7 | 1,1 | 0,0 | 9,3 |
| Carriera  | Carriera     | 18 | 13 | 20,4 | 42,1 | 30,4 | 91,7 | 1,6 | 3,7 | 1,1 | 0,0 | 9,3 |

### Eurocup
| Anno      | Squadra       | PG | PT | MP   | TC%  | 3P%  | TL%   | RP  | AP  | PRP | SP  | PP   |
| --------- | ------------- | -- | -- | ---- | ---- | ---- | ----- | --- | --- | --- | --- | ---- |
| 2015-2016 | Bilbao Berri  | 16 | 14 | 22,2 | 50,0 | 42,7 | 90,6  | 1,9 | 3,6 | 0,7 | 0,1 | 12,4 |
| 2016-2017 | Rytas Vilnius | 6  | 4  | 16,7 | 41,7 | 15,4 | 100   | 1,7 | 3,0 | 0,8 | 0,0 | 6,2  |
| 2019-2020 | Andorra       | 16 | 10 | 20,8 | 51,3 | 50,9 | 93,3* | 1,3 | 5,2 | 0,6 | 0,0 | 11,1 |
| 2020-2021 | Andorra       | 16 | 11 | 21,9 | 39,9 | 41,8 | 90,9  | 0,9 | 3,2 | 0,9 | 0,0 | 11,6 |
| 2021-2022 | Andorra       | 18 | 13 | 22,9 | 45,2 | 38,8 | 81,6  | 1,7 | 3,7 | 0,9 | 0,0 | 11,6 |
| Carriera  | Carriera      | 72 | 52 | 21,5 | 46,0 | 41,6 | 89,1  | 1,5 | 3,9 | 0,8 | 0,0 | 11,2 |

## Palmarès
- Liga catalana: 1

Andorra: 2020